# رضا چاه خندق
رضا چاه خندق (بالفارسية: رضا خندق چاه) (من مواليد 29 يوليو 1982) هو لاعب جودو إيراني.شارك في دورة الألعاب الأولمبية 2004، وأقصي من دور من 16ال بواسطة عادل بلكايد من المغرب.
حصل على المركزالخامس في وزن نصف المتوسط (81 كلغ) في دورة الألعاب الآسيوية 2006، بعد أن خسر أمام تاكاشي أونو من اليابان .

## روابط خارجية
- رضا چاه خندق على موقع JudoInside.com (الإنجليزية)
- رضا چاه خندق على موقع أوليمبيديا (الإنجليزية)